# Dorcadion veluchense
Dorcadion veluchense är en skalbaggsart som beskrevs av Maurice Pic 1903. Dorcadion veluchense ingår i släktet Dorcadion och familjen långhorningar. Inga underarter finns listade i Catalogue of Life.